# The New Beginning in Osaka 2016
L’édition 2016 de The New Beginning est une manifestation de catch télédiffusée et visible en paiement à la séance, sur SKY PerfecTV! ou en streaming payant via Ustream ou sur New Japan Pro Wrestling World (en). L'événement, produit par la New Japan Pro Wrestling (NJPW), a eu lieu le 11 février à l'Edion Arena Osaka à Osaka, dans la région du Kansai. Il s'agit de la neuvième édition de The New Beginning et la quatrième se déroulant à Osaka.

## Contexte
Les spectacles de la New Japan Pro Wrestling en paiement à la séance sont constitués de matchs aux résultats prédéterminés par les scénaristes de la NJPW. Ces rencontres sont justifiées par des storylines — une rivalité avec un catcheur, la plupart du temps — ou par des qualifications survenues dans les shows précédents. Tous les catcheurs possèdent un gimmick, c'est-à-dire qu'ils incarnent un personnage gentil ou méchant, qui évolue au fil des rencontres. Un pay-per-view comme The New Beginning est donc un événement tournant pour les différentes storylines en cours.

### Kazuchika Okada contre Hirooki Goto
Lors de Wrestle Kingdom 10, Kazuchika Okada conserve son titre poids-lourd IWGP en battant le vainqueur du G1 Climax Hiroshi Tanahashi. Deux jours plus tard, Hirooki Goto attaque Okada lors d'une conférence de presse, les conduisant ainsi à un match entre les deux catcheurs.

## Tableau des matchs
| #                                                                | Matchs | Stipulations                                                                    | Temps |
| ---------------------------------------------------------------- | --- | ------------------------------------------------------------------------------- | ----- |
| 1                                                                | Jay White bat David Finlay | Match simple                                                                    | 7:01  |
| 2                                                                | Ryusuke Taguchi, Jushin Thunder Liger et Tiger Mask battent Chaos (Yoshi-Hashi, Gedo et Kazushi Sakuraba)                                                      | Six Man Tag Team match                                                          | 7:25  |
| 3                                                                | Tencozy (Hiroyoshi Tenzan et Satoshi Kojima) battent Manabu Nakanishi et Yuji Nagata                                                                           | Match par équipe                                                                | 11:05 |
| 4                                                                | Los Ingobernables de Japón (Evil, Bushi et Tetsuya Naito) battent Juice Robinson, Michael Elgin et Kushida                                                     | Six Man Tag Team match                                                          | 8:48  |
| 5                                                                | Bullet Club (Tama Tonga, Bad Luck Fale et Yujiro Takahashi) (avec Shiori) battent Toru Yano et The Briscoe Brothers (Jay Briscoe et Mark Briscoe) (c)          | Six Man Tag Team match pour les NEVER Openweight Six Man Tag Team Championship  | 10:08 |
| 6                                                                | Aerial Dogfight (Ricochet et Matt Sydal) battent The Young Bucks (Nick Jackson et Matt Jackson) (c) (avec Cody Hall) et reDRagon (Kyle O'Reilly et Bobby Fish) | Three Way Tag Team match pour les IWGP Junior Heavyweight Tag Team Championship | 14:59 |
| 7                                                                | Katsuyori Shibata (c) bat Tomohiro Ishii | Match simple pour le NEVER Openweight Championship                              | 18:47 |
| 8                                                                | Bullet Club (Kenny Omega, Karl Anderson et Doc Gallows) (avec The Young Bucks) battent Great Bash Heel (Togi Makabe et Tomoaki Honma) et Hiroshi Tanahashi     | Six Man Tag Team match                                                          | 17:11 |
| 9                                                                | Kazuchika Okada (c) (avec Gedo) bat Hirooki Goto | Match simple pour le IWGP Heavyweight Championship                              | 25:27 |
| (c) désigne le(s) champion(s) défendant son titre dans le match. | |                                                                                 |       |